# Čepiče, Grabštanj
Čepiče (nemško Zapfendorf) je naselje v Občini Grabštanj v Okraju Celovec-dežela na Koroškem v Avstriji.